# Maurice Karnaugh
Maurice Karnaugh (* 4. Oktober 1924 in New York City; † 8. November 2022 ebenda), Aussprache [ˈkɑːɹnɔː], war ein US-amerikanischer Physiker und Informatiker.

## Werdegang
Karnaugh studierte von 1944 bis 1948 Mathematik und Physik am City College of New York. Nach Abschluss seines Studiums als Bachelor of Science ging er zur Yale University in New Haven (Connecticut), wo er 1950 den Grad eines Master of Science erwarb und 1952 zum Doktor der Physik promovierte. Zugleich war er hier von 1948 bis 1952 als Forschungsassistent und Hochschullehrer tätig.
Anschließend übernahm er von 1952 bis 1966 als Professor für experimentelle Forschungen eine leitende Position bei den Bell Laboratories in Murray Hill (New Jersey). Seine wissenschaftliche Arbeit galt speziell dem Gebiet der Heuristik. Karnaugh entwickelte neue Techniken und Methoden für den schnelleren Entwurf informationstechnischer Systeme. Das von ihm dafür entwickelte und nach ihm als Karnaugh-Diagramm (Karnaugh-Veitch-Diagramm, KV-Diagramm) benannte Verfahren beschrieb er erstmals 1953 in der Fachzeitschrift Communications and Electronics. 
Von 1966 bis 1970 trat Karnaugh als Geschäftsführer und Leiter für Forschung und Entwicklung in den Dienst der Federal Systems Diversity. Anschließend ging er von 1970 bis 1989 als leitender Forscher zum IBM Thomas J. Watson Research Center in Yorktown Heights (New York). Von 1981 bis zum Eintritt in den Ruhestand im Jahr 1989 lehrte Karnaugh zudem als Professor für Informatik an der Polytechnic University of New York. Darüber hinaus berichtete er über seine wissenschaftliche Arbeit in zahlreichen Publikationen.